# Paul Royet
Pour les articles homonymes, voir Royet.
Paul Royet, né Paul Ferdinand Émile Royet le 17 décembre 1909 à Saint-Étienne et mort le 30 décembre 2001 à Nice, est un industriel français. Créateur de la SEM, il sera le principal producteur de reflex bi-objectifs français avec les divers modèles de Semflex.

## Biographie
Né à Saint-Étienne d'un père horloger, il embrasse la même profession après avoir fait ses études à l'école d'horlogerie de Cluses dont il sort en 1927. Il commence par travailler dans la boutique de son père. Marié avec la fille d'un photographe, il prend son indépendance.
Sous la raison sociale Micromécanic, il répare des montres bien sûr mais aussi des stylos et des appareils photos, d'abord pour son beau-père puis de façon plus conséquente. Ayant déterminé son tarif standard des réparations courantes, il envoie son fascicule de tarifs aux revendeurs français d'appareils photos qui lui envoient par la poste les appareils à réparer. Rapidement, il abandonne montres et stylos et se spécialise dans la réparation des appareils photos.
Devant la difficulté à obtenir certaines pièces de rechange, il contacte d'anciens condisciples de Cluses qui les lui fabriquent. Les volumes pour lancer ces fabrications de manière économique étant trop élevés pour un réparateur indépendant, il propose ses pièces à ses collègues réparateurs.
Mobilisé en 1939, il obtient une affectation spéciale au sein de l'usine de Jean Cros qui fabrique pour la défense nationale.
Démobilisé après l'armistice, il reprend son activité de réparateur.

## Constructeur
Cependant, à Paris, la maison Cornu est en butte à des difficultés avec les occupants allemands qui font obstacle à la construction de son 24 × 36 mm le Reyna. La solution semblant être une fabrication en zone libre un accord de licence est passé avec M. Jean Cros qui, en 1942, contacte Paul Royet pour assurer la production. M. Royet accepte à condition de pouvoir retoucher la conception. Les deux hommes créent les Établissements Modernes de Mécanique (EMM).
La maison Gitzo qui fournissait les obturateurs du Reyna ayant été fermée par l'occupant Paul Royet étudie l'obturateur Micromécanic pour remplacer les Gitzo. De même, les optiques "parisiennes" Berthiot sont remplacées par des objectifs "Cros" en fait fabriqués par Angénieux à quelques kilomètres de Saint-Étienne.
Bien que peu performant, le nouvel appareil baptisé Reyna Cros puis Reyna Cross se vend bien, principalement à cause de l’extrême pénurie en matériel neuf.
M. Cros quitte l'entreprise vers la fin de la guerre. La raison sociale passe en 1946 à Société des Établissements Modernes de Mécanique (SEMM) qui sera rapidement abrégée en SEM.
À la Libération, la maison Cornu reprend la fabrication du Reyna à Paris pendant que la SEM continue de produire sa version sous le nom de Sem Kim. L'appareil est toujours simpliste mais il va assez rapidement évoluer avec les Orenac et les livraisons de 24 × 36 mm dureront jusqu'en 1964.
En 1947, la SEM déménage de Saint-Étienne vers Aurec-sur-Loire en Haute-Loire. L'ingénieur Claude Forge est embauché dès la fin de ses études pour développer l'Orec, un obturateur plus performant et fiable que le Micromécanic. L'Orec sera en partie fabriqué sur des machines saisies en tant que réparation de guerre chez Alfred Gauthier à Calmbach.

## Semflex

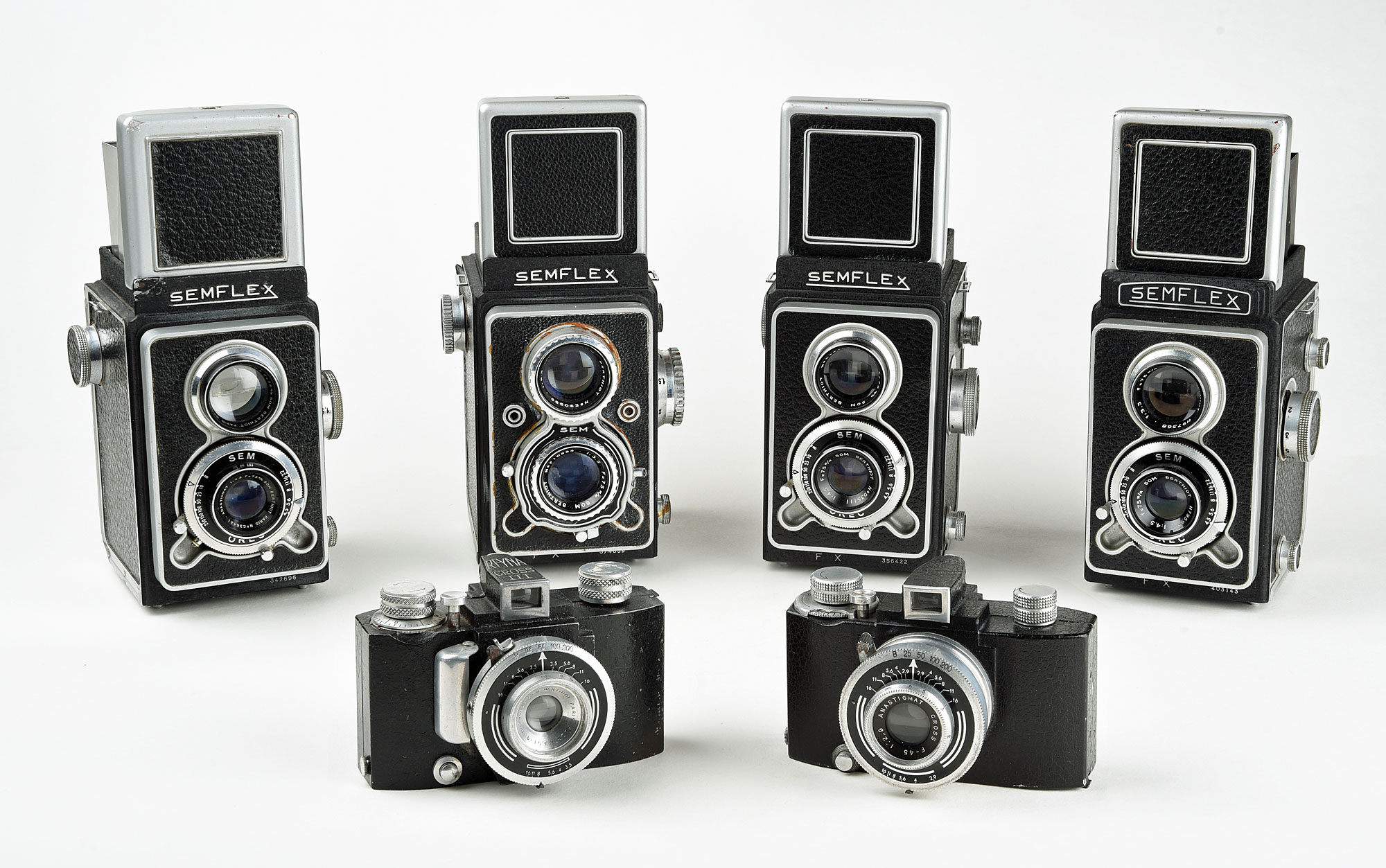
Quelques appareils SEM

Le marché du 24 × 36 étant dominé en France par O.P.L. Foca, M. Royet préfère se tourner vers la fabrication de 6 × 6 reflex à deux objectifs. Les Rolleiflex et Ikoflex allemands produits au compte goutte et bloqués par des taxes élevées laissent le marché français quasiment libre (hormis quelques autres marques françaises qui tenteront la même approche avec moins de réussite).
La première version du Semflex annoncée en mai 1948, très ambitieuse, ne sera pas fabriquée car Paul Royet est pressé de prendre pied sur le marché du 6 × 6 quitte à le faire avec un appareil simple (réglages vitesse et ouverture autour de l'objectif et avancement manuel en surveillant les numéros dans la fenêtre rouge au dos) plutôt que d'arriver trop tard avec un appareil plus perfectionné.
Les Semflex I et II seront livrés à partir de juillet 1948 le I avec un objectif à trois lentilles ouvert à 1/4.5 et un obturateur Orec montant au 1/300s, le II avec un objectif à quatre lentilles ouvrant à 1/3.5 sur un Orec au 1/400s.
Au total, ce sont 170 000 Semflex qui seront commercialisés dans une nuée de versions. Entre le système d'avancement par lecture des numéros sur le papier protecteur du film ou automatique, les objectifs, les types d'obturateurs, la position de la synchronisation flash, les types de dépolis, la forme des fenêtres rouges au dos, les différents boutons de mise au point et l'aspect du fronton "Semflex", Patrice-Hervé Pont recense cinquante-six versions pour une période de production de 1948 à 1976.
Les plus marquantes de ces versions sont :
- le Sem Studio sorti en 1953 destiné aux photographes faisant du portrait en studio où les objectifs de 75 mm sont remplacés par des téléobjectifs de 150 mm de focale[8].
- Le Sem Flash sorti en 1954. Cet appareil, initialement destiné uniquement à la location, a été le premier appareil muni d'un flash électronique fixé à demeure et d'un système facilitant le réglage du flash en affranchissant l'utilisateur des Nombres guides. L'idée étant de pousser les clients des photographes à faire des photos même par temps sombre et en intérieur. La plupart des revendeurs pratiquaient d'ailleurs plutôt le prêt et se « payaient » sur le volume de travaux de laboratoire supplémentaires[9].
- Le Sem "Joie de vivre" dont les réglages simplifiés étaient censés attirer une clientèle d'amateurs aisés mais réfractaires à la technique photographique. Les ventes ont été décevantes[10].

## Autres appareils
Pendant un voyage en 1958, il constate que les fabricants japonais vendent les appareils le même prix que les fabricants européens vendent les sacs et il pressent la crise à venir et envisage une riposte.
Parallèlement à la production des Semflex et des 24 × 36, Paul Royet lancera la fabrication en 1964 d'appareils en plastique faisant des vues de 4 × 4 cm sur des rouleaux 127, les Sem Colorado et Sem Challenger. Sortant un an après les premiers Instamatic de Kodak tellement plus faciles à utiliser, ils se vendront mal.

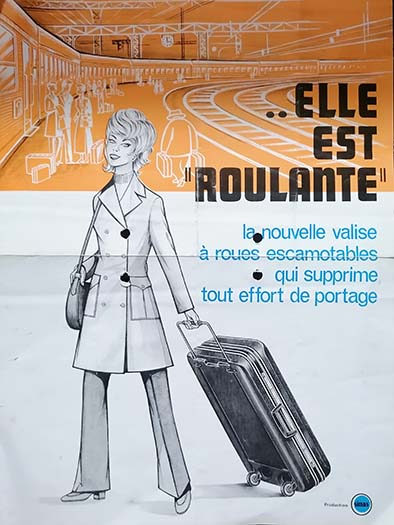

Tentant de se diversifier, il lancera l'étude d'une caméra 8 mm nommée Veronic dont il confie le design à Roger Tallon. La sortie simultanée du format Super huit de Kodak ruinera les espoirs (et les quatre-vingt millions investis dans le développement). Il dira : « Quand notre caméra est sortie, Kodak proposait la sienne, mais en Super 8. Nous étions foutus ».
Paul Royet confie alors l'usine d'Aurec à son fils et reprend la direction de l'usine Simas où il fabriquait les sacs pour les appareils. Il réoriente la production de l'usine vers la bagagerie. Il dépose le 2 novembre 1972 un brevet pour la valise à roulettes.
Le format 6 × 6 cédant de plus en plus devant les assauts du 24 × 36 soutenu par la mode des diapositives montées dans des cadres de 5 × 5 cm, les ventes et la production décroissent au cours des années 1970. Le dernier Semflex est fabriqué en 1976. Particularité unique : il est marqué « Paul Royet » et non Semflex. Il est offert à Paul Royet.
En 1985, Paul Royet prend sa retraite et s'installe à Nice ou il décédera le 30 décembre 2001.